# Семантичен HTML
Семантичен HTML не е нова версия или различна версия на HTML. Семантичният HTML е най-обикновен HTML. Семантичен го прави начинът, по който той бива използван. Семантичен буквално означава „значещ“. Като цяло HTML не е нещо предназначено за крайния потребител пред екрана, а за разработчиците и машините. За да бъде „значещ“ за тях, той трябва да е максимално добре структуриран и да описва максимално точно съдържанието, което представя. Той конкретизира вида на съдържанието и указва неговата йерархия. Един сайт може да бъде изграден единствено със <span></span> елементи и за крайния потребител това да не е проблем, но как ще се ориентира един разработчик, който реши да редактира сайта. Или когато така наречените уеб паяци (web crawler) минат от там, за тях всичко ще е еднакво и те няма да индексират съответния сайт. Поради тези причини семантичният HTML е много важен за SEO и лесното преработване на сайтове.
HTML съдържа в себе си концептуално семантичния модел, т.к. в един HTML документ, авторът може, наред с други неща, да започне със заглавие; да обработва параграфи, абзаци и подтеми; да добави акцент в текста; изображения; връзки към други страници; както и да използва различни видове списъци.  Семантичният HTML е концепцията да се използват мета данни и подходящи тагове, така че да се обозначат различните формати и данни в HTML документа.

## Семантичен Уеб
Семантичният уеб е обединяващо звено на различните стилове, като HTML Markup, CSS правила, JavaScript код, снимки, аудио, видео и други ресурси, като ги съчетава в един общ формат.
Според World Wide Web Consortium W3C, семантичният уеб осигурява обща рамка, която позволява данните да се споделят и използват вътрешно в дадена апликация.
Концепцията на Семантичния Мрежов Модел (Semantic Model Network) е създадена в началото на шейсетте години от учените Allan M. Collins, M. Ross Quillian и Elizabeth F. Loftus в различни публикации, като концепция да представлява семантично структурирани знания, които разширяват връзките между четимите и разбираеми от хората уеб страници чрез вмъкване на метаданни на компютърен език за уеб страниците, както и информация как те са свързани една с друга, което дава възможност на автоматизирани средства за достъп до уеб, както и да се изпълняват задачи от името на потребителите. Терминът „Semantic Web“ е измислен от Тим Бърнърс-Лий (Tim Berners-Lee), изобретателя на World Wide Web и директор на World Wide Web Consortium W3C, който наблюдава развитието на предлаганите семантични уеб стандарти. Той определя Semantic Web като „мрежа от данни, които могат да се обработват директно и индиректно чрез машини.“
Семантичният уеб, както първоначално е бил замислен, е система, която позволява на машините да „разбират“ и дават логични отговори на сложни човешки искания, както и да вникват в техния смисъл. Подобно „разбиране“ изисква съответните източници на информация да са семантично структурирани. Семантичният уеб се разглежда като интегратор в различните съдържания, информационните приложения и системи. Той се използва в издателска дейност, блоговете, и още много други области.
Много от технологиите, използвани в семантичния уеб, са съществували преди да бъдат използвани официално от W3C. Те се използват в различни контексти, особено тези, занимаващи се с информация, която обхваща ограничен и определен домейн, и когато споделянето на данни е обща необходимост, като например научни изследвания или обмен на данни от страна на бизнеса. В допълнение, други технологии са със сходни цели, като Microformats.

## Цели на семантичния HTML
Семантичния HTML има за цел да развие и модернизира настоящите уеб стандарти, като дава възможност на потребителите да намерят, споделят, и комбинират дадената информация по-лесно. Това предоставя възможност хора, с помощта на тази технология да могат да използват Интернет за изпълнение на задачи като намиране на Български или чуждоезичен превод за известна книга, резервиране на книга от библиотеката, и търсене на най-ниската цена за даден продукт. Все пак компютрите не могат да осъществят всички тези задачи без човешка насока, тъй като уеб страниците са предназначени да се четат от хора, а не от машини. Семантичният уеб е визия на информацията, която може лесно да се тълкува от машини, така че компютрите да могат да извършват повечето от стандартната работа за търсене, намиране, съчетаване на съществените данни в Интернет пространството.

## Възможности и похвати на HTML
Файловете в един стандартен компютър могат да бъдат условно разделени на документи, позволяващи да бъдат четени от хора и електронно кодирани документи. Файлове, като електронната поща, доклади и брошури могат да бъдат четени от хората, докато данните, като календари, плейлисти и електронни таблици са представени използвайки приложна програма, която позволява да се гледа, търси и комбинира по различни начини в дадената апликация.
В момента, World Wide Web се базира основно на документи, написани на Hypertext Markup Language HTML, като конвенция, която се използва за кодиране на тялото на текста заедно с мултимедийни обекти, например изображения и интерактивни форми. Таговете на метаданните предоставят метод, чрез който компютрите да категоризират съдържанието на уеб страниците, например:
```
<
meta
 
name
=
"keywords"
 
content
=
"semantic html, computer science, computer programming"
 
/>

<
meta
 
name
=
"description"
 
content
=
"Courses of software engineering"
 
/>

<
meta
 
name
=
"author"
 
content
=
"Ivo Nikolov"
 
/>

```

С HTML и на база на допълнително приложение (примерно уеб браузър), което да го визуализира, могат да бъдат направени разнообразни уеб страници, които дават възможност за запазване на информация за различни продукти, както и да бъде осъществявана тяхната покупко-продажба. Семантичният HTML по-скоро прилага традиционните HTML практики за маркиране, отколкото да специфицира оформлението на страниците директно.
Microformats (микроформатите) обогатяват синтаксиса на HTML, като създават машинно четимо семантично обозначение на различни обекти, като хора, коли, животни и много други.
Доброто семантично оформление в HTML подобрява достъпността на уеб документите, например: когато дадена апликация за четене на текст, или за работа с мултимедийни файлове, може правилно да установи структурата на даден документ, потребителя няма да губи време с ненужно препрочитане на повтаряща се и ненужна информация.

## Семантични елементи в HTML5
- Елемент <header> – представлява заглавие на елемент или група от елементи. Тага <header> позволява използването на няколко заглавия в един документ за разлика от възможността която предоставя HTML4. Пример:

```
<
article
>

 
<
header
>

 
<
h1
>
HTML
</
h1
>

 
<
p
><
time
 
pubdate
 
datetime
=
"1990"
></
time
></
p
>

 
</
header
>

 
<
p
>
HTML5 is the fifth revision of the HTML standard (created in 1990 and standardized as HTML 4 as of 1997.....
</
p
>

</
article
>

```

- Елемент <nav> – дефинира навигацията на сайта. Той е предназначен за големи блокове от навигационни връзки. Не всички връзки трябва да са в <nav> елемента, а само главното навигационно меню. Пример:

```
<
nav
>

<
a
 
href
=
"/html/"
>
HTML
</
a
>
 |

<
a
 
href
=
"/css/"
>
CSS
</
a
>
 |

<
a
 
href
=
"/js/"
>
JavaScript
</
a
>
 |

<
a
 
href
=
"/jquery/"
>
jQuery
</
a
>

</
nav
>

```

- Елемент <article> – представлява предмет/статия. Съдържанието в <article> трябва да има смисъл само по себе си и да може да се разпространява независимо и отделно от останалата част на сайта. Използва се най-често за публикация във форум; публикация в блог; новини; коментари и др. Пример:

```
<
article
>

 
<
h1
>
HTML
</
h1
>

 
<
p
>
HTML5 is the fifth revision of the HTML standard (created in 1990 and standardized as HTML 4 as of 1997.....
</
p
>

</
article
>

```

- Елемент </section/> е тематично групирано съдържание, обикновено със заглавие. Този елемент позволява влагане на нова сегмантична структура във вече съществуващ елемент. Пример:

```
<
section
>

 
<
h1
>
WWF
</
h1
>

 
<
p
>
The World Wide Fund for Nature (WWF) is....
</
p
>

</
section
>

```

- Елемент <aside> – той представя съдържание което е странично от основното съдържание на страницата. Съдържанието в <aside> се счита за неважно и може да бъде пропуснато, ако сайта се възпроизвежда на устройство с малък екран като телефон. Пример:

```
<
p
>
My family and I visited The Epcot center this summer.
</
p
>

<
aside
>

 
<
h4
>
Epcot Center
</
h4
>

 
<
p
>
The Epcot Center is a theme park in Disney World, Florida.
</
p
>

</
aside
>

```

- Елемент <footer> – може да съдържа информация за автора на страницата; навигация на сайта; авторските права върху използваните материали и връзки към други (подобни) публикации. Пример:

```
<
footer
>

 
<
p
>
Posted by: John Williams
</
p
>

 
<
p
><
time
 
pubdate
 
datetime
=
"2013-05-05"
></
time
></
p
>

</
footer
>

```